# Movimiento Nacional Socialista de los Trabajadores Chilenos
El Movimiento Nacional Socialista de los Trabajadores Chilenos (MNSTCH) fue un movimiento político neonazi chileno que existió entre 2004 y 2008.

## Historia

Bandera del MNSTCH.

El movimiento fue fundado en 2004 por el movimiento neonazi Vanguardia NS (fundado en 2001 por la fusión entre otros dos movimientos) y de antiguos miembros del Partido Nacional Socialista Obrero de Chile (fundado en 1964 y disuelto en 1970 por Franz Pfeiffer).
El movimiento fue acusado por el Movimiento de Integración y Liberación Homosexual (Movilh) de realizar actos en contra de esta organización, y cometer actos homofóbicos en general.